# Piazza Tasso (Sorrento)
Piazza Tasso je središnje mjesto i trg u Sorrentu na jugu Italije. Trg je dobio ime po pjesniku Torquatu Tassu (1544. – 1595.).
Na glavnom trgu, dobro poznatom kao Largo od Caste, nalazi se žuto obojena barokna karmelićanska crkva del Carmine, unutar koje se nalazi slika Onofrija Avellina Djevice Marije sa svetim Šimunom Stockom i anđelima. Na trgu stoji kip S. Antonina Abbatea. Trgovačka ulica Via San Cesareo vodi od trga prema zapadu.
Također u blizini Piazza Tasso nalazi se Palazzo Correale, u kojoj je Muzej Correale.

## Vanjske poveznice
|  | Zajednički poslužitelj ima još gradiva o temi Piazza Tasso (Sorrento) |

- Piazza Tasso
- Piazzo Tasso  Arhivirana inačica izvorne stranice od 4. ožujka 2016. (Wayback Machine)